# 多瑪爾烏帕齊拉
多瑪爾乌帕齐拉是孟加拉国尼爾帕馬里縣的一个乌帕齐拉，位於朗布爾专区的尼爾帕馬里縣。。

## 人口
據1991年孟加拉國人口普查，多瑪爾共有戶數33,490戶，人口175507人。其中男性佔比51.16%，女性佔比48.84%；成年人口87,290人。該地7歲以上人口之平均識字率為39.0%。